# Yōta Akimoto
Yōta Akimoto (秋元 陽太 Akimoto Yōta?, nacido el 11 de julio de 1987 en Machida, Tokio) es un futbolista japonés que se desempeña como guardameta.

## Trayectoria

### Clubes
| Club                    | País  | Año         |
| ----------------------- | ----- | ----------- |
| Yokohama F. Marinos     | Japón | 2006 - 2011 |
| Ehime FC                | Japón | 2012 - 2013 |
| Shonan Bellmare         | Japón | 2014 - 2015 |
| FC Tokyo                | Japón | 2016        |
| Shonan Bellmare         | Japón | 2017 -      |
| Machida Zelvia (cedido) | Japón | 2020        |

## Estadística de carrera

### J. League
| Club                | Año   | J. League | J. League | Copa J. League | Copa J. League | Total | Total |
| Club                | Año   | Part.     | Goles     | Part.          | Goles          | Part. | Goles |
| ------------------- | ----- | --------- | --------- | -------------- | -------------- | ----- | ----- |
| Yokohama F. Marinos | 2006  | 0         | 0         | 0              | 0              | 0     | 0     |
| Yokohama F. Marinos | 2007  | 0         | 0         | 0              | 0              | 0     | 0     |
| Yokohama F. Marinos | 2008  | 3         | 0         | 0              | 0              | 3     | 0     |
| Yokohama F. Marinos | 2009  | 1         | 0         | 0              | 0              | 1     | 0     |
| Yokohama F. Marinos | 2010  | 0         | 0         | 0              | 0              | 0     | 0     |
| Yokohama F. Marinos | 2011  | 1         | 0         | 0              | 0              | 1     | 0     |
| Ehime FC            | 2012  | 42        | 0         | -              | -              | 42    | 0     |
| Ehime FC            | 2013  | 41        | 0         | -              | -              | 41    | 0     |
| Shonan Bellmare     | 2014  | 42        | 0         | -              | -              | 42    | 0     |
| Shonan Bellmare     | 2015  | 34        | 0         | 2              | 0              | 36    | 0     |
| FC Tokyo            | 2016  | 34        | 0         | 4              | 0              | 38    | 0     |
| Shonan Bellmare     | 2017  | 42        | 0         | -              | -              | 42    | 0     |
| Total               | Total | 240       | 0         | 6              | 0              | 246   | 0     |

## Palmarés

### Títulos nacionales
| Título         | Club            | País  | Año  |
| -------------- | --------------- | ----- | ---- |
| J2 League      | Shonan Bellmare | Japón | 2014 |
| J2 League      | Shonan Bellmare | Japón | 2017 |
| Copa J. League | Shonan Bellmare | Japón | 2018 |

### Distinciones individuales
| Distinción                                     | Año  |
| ---------------------------------------------- | ---- |
| Premio Individual al Fair Play de la J. League | 2016 |
| MVP de junio de la J2 League                   | 2017 |